# وریا جاتل
وریا جاتل (اوکراینی: Віра Григорівна Дятел؛ زادهٔ ۳ مارس ۱۹۸۴) بازیکن فوتبال اهل اوکراین است.
از باشگاه‌هایی که در آن بازی کرده‌است می‌توان به باشگاه فوتبال لینشوپینگ اشاره کرد.
وی همچنین در تیم ملی فوتبال زنان اوکراین بازی کرده‌است.